# Antônio Carlos Santos
Antônio Carlos Santos (sinh ngày 8 tháng 6 năm 1964) là một cầu thủ bóng đá người Brasil.

## Sự nghiệp câu lạc bộ
Antônio Carlos Santos đã từng chơi cho Sanfrecce Hiroshima.

## Thống kê câu lạc bộ

### J.League
| Đội                 | Năm       | J.League | J.League | J.League Cup | J.League Cup | Tổng cộng | Tổng cộng |
| Đội                 | Năm       | Trận     | Bàn      | Trận         | Bàn          | Trận      | Bàn       |
| ------------------- | --------- | -------- | -------- | ------------ | ------------ | --------- | --------- |
| Sanfrecce Hiroshima | 1996      | 2        | 0        | 7            | 6            | 9         | 6         |
| Sanfrecce Hiroshima | 1997      | 8        | 3        | 4            | 2            | 12        | 5         |
| Tổng cộng           | Tổng cộng | 10       | 3        | 11           | 8            | 21        | 11        |